# マスターピース (マドンナの曲)
「マスターピース」(Masterpiece) は、マドンナの楽曲。自身が監督を務めた映画『ウォリスとエドワード 英国王冠をかけた恋』の為に制作された楽曲であり、12枚目のスタジオ・アルバム『MDNA』に収録されたほか、アルバムから3枚目のシングル・カットとしてリリースされた。
第69回ゴールデングローブ賞で主題歌賞を受賞した。同賞の受賞は第54回の「ユー・マスト・ラヴ・ミー」で受賞して以来16年ぶり。

## クレジットとパーソネル
- 『MDNA』のライナーノーツから引用[3]

### マネージメント
- 3:20スタジオ（ロサンゼルス）とMSRスタジオ（ニューヨーク市）で録音
- Webo Girl Publishing, Inc. (ASCAP)、EMI April Music Inc.、Totally Famous Music と Curvature Music (ASCAP)

### パーソネル
- Madonna – ソングライター・プロデューサー・ボーカル
- Julie Frost – ソングライター
- Jimmy Harry – ソングライター、アディショナル・プロデュース、アコースティック・ギター、キーボード、ボーコーダー、プログラミング
- William Orbit – プロデューサー
- Demacio "Demo" Castellon – ミキシング・エンジニア
- Frank Filipetti – エンジニア
- Angie Teo – エンジニア、アディショナル・エディティング
- Ron Taylor – プロツール・エディティング
- Stephen "The Koz" Kozmeniuk – アディショナル・エディティング

## チャート
| チャート (2012年)          | 最高位 |
| -------------------------- | ------ |
| CIS (TopHit)               | 2      |
| チェコ (Rádio Top 100)     | 58     |
| アイスランド (RÚV)         | 28     |
| 日本 (Japan Hot 100)       | 77     |
| ロシア (Billboard)         | 1      |
| ロシア エアプレイ (TopHit) | 1      |
| 韓国 洋楽 (GAON)           | 147    |
| UK シングルス (OCC)        | 68     |
| ウクライナ                 | 16     |

| チャート (2012年)              | 順位 |
| ------------------------------ | ---- |
| CIS (TopHit)                   | 7    |
| ロシア エアプレイ (TopHit)     | 6    |
| ウクライナ エアプレイ (TopHit) | 62   |

| チャート (2013年)              | 順位 |
| ------------------------------ | ---- |
| CIS (TopHit)                   | 74   |
| ロシア エアプレイ (TopHit)     | 83   |
| ウクライナ エアプレイ (TopHit) | 104  |